# 山香圓摺粉蝨
山香圓摺粉蝨（学名：Aleurotrachelus turpiniae）为粉蝨科摺粉蝨屬下的一个种。